# Callulops kampeni
Espèce
Synonymes
- Liophryne kampeni Boulenger, 1914

Statut de conservation UICN

 LC  : Préoccupation mineure
Callulops kampeni est une espèce d'amphibiens de la famille des Microhylidae.

## Répartition
Cette espèce n'est connue que d'une localité imprécise en Nouvelle-Guinée occidentale en Indonésie.

## Étymologie
Cette espèce est nommée en l'honneur de Pieter Nicolaas van Kampen.

## Publication originale
- Boulenger, 1914 : An annotated list of the batrachians and reptiles collected by the British Ornithologists Union Expedition and the Wollaston Expedition in Dutch New Guinea. Transactions of the Zoological Society of London, vol. 20, no 5, p. 247-275 (texte intégral).